# Catagramma neocles
Catagramma neocles är en fjärilsart som beskrevs av Hans Fruhstorfer 1916. Catagramma neocles ingår i släktet Catagramma och familjen praktfjärilar. Inga underarter finns listade i Catalogue of Life.